# Xanthorhoe purpureofascia
Xanthorhoe purpureofascia là một loài bướm đêm trong họ Geometridae.